# Aníbal Barrios Pintos
Aníbal Barrios Pintos (* 8. November 1918 in Minas, Uruguay; † 1. Juni 2011) war ein uruguayischer Historiker.
Zwischen 1938 und 1972 erschienen unter seiner Federführung 95 Publikationen in Alben- und Zeitschriftenform zu den uruguayischen Departamentos. Zudem widmete er sich in seinen zahlreichen Büchern ebenfalls ausgiebig der uruguayischen Geschichte, beschrieb in mehreren Bänden zwischen 1990 und 2001 in Co-Autorschaft mit Washington Reyes Abadie die Barrios von Montevideo und verfasste Monographien zu den sechs Departamentos Paysandú, Artigas, Lavalleja, Rivera, Canelones und San José. Barrios Pintos arbeitete überdies von 1964 bis 1985 für die Sonntagsbeilage von El Día. Dort verfasste er an die 350 Artikel über geschichtliche Themen. 1976 erhielt Barrios Pintos den Nationalen Literaturpreis für den Zeitraum 1973 bis 1974. Zudem wurde er mehrfach in Wettbewerben der Universidad de la República, des Uruguayischen Bildungsministeriums und der Intendencia Municipal von Montevideo ausgezeichnet. Barrios Pintos war Mitglied der Academia Nacional de Letras und des Instituto Histórico y Geográfico del Uruguay.

## Veröffentlichungen
- De las vaquerías al alambrado (1967)
- Historia de los pueblos Orientales (1971; vollständige Neuauflage in drei Bänden, 2008)
- Historia de la ganadería en el Uruguay, 1574-1971 (1973)
- Lavalleja - La Patria Independiente (1976; 1988 in Zweiter Auflage erschienen)
- Los libertadores de 1825 (1976)
- Canelones, su proyección en la historia nacional (1981)
- Orientales en la emancipación americana in Co-Autorschaft mit Washington Reyes Abadie (1981)
- Artigas - De los aborígenes al tiempo presente (1989)
- Los barrios de Montevideo, mehrere Bände, in Co-Autorschaft mit Washington Reyes Abadie (1990–2001)
- Los aborígenes del Uruguay - Del hombre primitivo a los últimos charrúas (1991)
- Historia de los pueblos orientales, (Band 1 und 2), (2000)
- El silencio y la voz - Historia de la mujer en el Uruguay (2001)